# Fotokatalyse
Inden for kemi er fotokatalyse en acceleration af en fotoreaktion ved tilstedeværelse af en katalysator. I katalyseret fotolyse bliver lys absorberet af et absorberende substrat. I fotogenereret katalyse afhænger den fotokatalyserede aktivitet af katalysatorens evne til at skabe elektronhul-par, som genererer frie radikaler (dvs. hydroxyl radikale: •OH), som er i stand til at gennemgå et sekundært reaktionsforløb. Fotokatalyses praktisk anvendelse blev mulig efter opdagelsen af elektrolyse af vand med titandioxid. Den kommercielle brug af reaktionen kaldes den avancerede oxidativ proces (AOP). der findes flere forskellige måder AOP kan bliver udført på; disse involveret (dog ikke nødvendigvis) TiO2 eller sågar brugen af UV-lys. Generelt er den begrænsende faktor produktionen og brugen af hydroxylradikaler.
| Kemi | Spire Denne artikel om kemi er en spire som bør udbygges. Du er velkommen til at hjælpe Wikipedia ved at udvide den. |